# Short track ai XXIII Giochi olimpici invernali - 1000 m maschile
La gara dei 1000 m maschile di short track dei XXIII Giochi olimpici invernali di Pyeongchang si è svolta tra il 13 e il 17 febbraio 2018 sulla pista dell'arena del ghiaccio di Gangneung.
Il pattinatore canadese Samuel Girard ha conquistato la medaglia d'oro, mentre l'argento e il bronzo sono andati rispettivamente allo statunitense John-Henry Krueger e al coreano Seo Yi-ra.

## Record
Prima della manifestazione il record del mondo e il record olimpico erano i seguenti.
| Record mondiale | 1'20"875 | Hwang Dae-heon Corea del Sud | 12 novembre 2016 Salt Lake City, Stati Uniti d'America |
| Record olimpico | 1'23"747 | Lee Jung-su Corea del Sud    | 20 febbraio 2010 Vancouver, Canada                     |

Durante la competizione è stato battuto il seguente record:
| Data        | Evento     | Atleta          | Nazione | Tempo    | Record          |
| ----------- | ---------- | --------------- | ------- | -------- | --------------- |
| 13 febbraio | Batteria 5 | Charles Hamelin | Canada  | 1'23"407 | Record olimpico |

## Risultati

### Batterie
Batteria 1
| Pos. | Atleta             | Nazione       | Tempo    | Note |
| ---- | ------------------ | ------------- | -------- | ---- |
| 1    | John-Henry Krueger | Stati Uniti   | 1'25"913 | Q    |
| 2    | Farrell Treacy     | Gran Bretagna | 1'26"762 | Q    |
| 3    | Ryosuke Sakazume   | Giappone      | DNF      | ADV  |
| -    | Shaoang Liu        | Ungheria      | -        | PEN  |

Batteria 2
| Pos. | Atleta           | Nazione       | Tempo    | Note |
| ---- | ---------------- | ------------- | -------- | ---- |
| 1    | Lim Hyo-jun      | Corea del Sud | 1'23"971 | Q    |
| 2    | Kazuki Yoshinaga | Giappone      | 1'24"030 | Q    |
| 3    | Charle Cournoyer | Canada        | 1'24"051 |      |
| 4    | Daan Breeuwsma   | Paesi Bassi   | 1'24"429 |      |

Batteria 3
| Pos. | Atleta                 | Nazione                      | Tempo    | Note |
| ---- | ---------------------- | ---------------------------- | -------- | ---- |
| 1    | Samuel Girard          | Canada                       | 1'23"894 | Q    |
| 2    | Semën Elistratov       | Atleti Olimpici dalla Russia | 1'23"979 | Q    |
| 3    | Keita Watanabe         | Giappone                     | 1'24"078 |      |
| 4    | Nurbergen Zhumagaziyev | Kazakistan                   | 1'24"271 |      |

Batteria 4
| Pos. | Atleta            | Nazione     | Tempo    | Note |
| ---- | ----------------- | ----------- | -------- | ---- |
| 1    | Sjinkie Knegt     | Paesi Bassi | 1'23"823 | Q    |
| 2    | Thibaut Fauconnet | Francia     | 1'24"381 | Q    |
| 3    | Roberts Zvejnieks | Lettonia    | 1'26"408 | ADV  |
| -    | Ren Ziwei         | Cina        | -        | PEN  |

Batteria 5
| Pos. | Atleta              | Nazione                      | Tempo    | Note |
| ---- | ------------------- | ---------------------------- | -------- | ---- |
| 1    | Charles Hamelin     | Canada                       | 1'23"407 | Q,   |
| 2    | Wu Dajing           | Cina                         | 1'23"463 | Q    |
| 3    | Sébastien Lepape    | Francia                      | 1'23"489 |      |
| 4    | Aleksandr Šul'ginov | Atleti Olimpici dalla Russia | 1'31"133 |      |

Batteria 6
| Pos. | Atleta         | Nazione       | Tempo    | Note |
| ---- | -------------- | ------------- | -------- | ---- |
| 1    | Itzhak de Laat | Paesi Bassi   | 1'24"639 | Q    |
| 2    | Seo Yi-ra      | Corea del Sud | 1'24"734 | Q    |
| 3    | Tommaso Dotti  | Italia        | 1'25"369 |      |
| -    | Han Tianyu     | Cina          | -        | PEN  |

Batteria 7
| Pos. | Atleta            | Nazione       | Tempo    | Note |
| ---- | ----------------- | ------------- | -------- | ---- |
| 1    | Hwang Dae-heon    | Corea del Sud | 1'24"457 | Q    |
| 2    | Yuri Confortola   | Italia        | 1'25"297 | Q    |
| 3    | Josh Cheetham     | Gran Bretagna | 1'26"223 |      |
| -    | Vladislav Bykanov | Israele       | -        | PEN  |

Batteria 8
| Pos. | Atleta             | Nazione                      | Tempo    | Note |
| ---- | ------------------ | ---------------------------- | -------- | ---- |
| 1    | Sándor Liu Shaolin | Ungheria                     | 1'31"547 | Q    |
| 2    | Roberto Puķītis    | Lettonia                     | 1'31"635 | Q    |
| 3    | J. R. Celski       | Stati Uniti                  | 1'31"812 |      |
| -    | Pavel Sitnikov     | Atleti Olimpici dalla Russia | -        | PEN  |

### Quarti di finale
Quarto di finale 1
| Pos. | Atleta            | Nazione       | Tempo    | Note |
| ---- | ----------------- | ------------- | -------- | ---- |
| 1    | Seo Yi-ra         | Corea del Sud | 1'24"053 | Q    |
| 2    | Lim Hyo-jun       | Corea del Sud | 1'24"095 | Q    |
| 3    | Thibaut Fauconnet | Francia       | 1'24"344 |      |
| -    | Hwang Dae-heon    | Corea del Sud | -        | PEN  |

Quarto di finale 2
| Pos. | Atleta           | Nazione     | Tempo    | Note |
| ---- | ---------------- | ----------- | -------- | ---- |
| 1    | Samuel Girard    | Canada      | 1'24"289 | Q    |
| 2    | Yuri Confortola  | Italia      | 1'24"383 | Q    |
| 3    | Itzhak de Laat   | Paesi Bassi | 1'24"423 |      |
| 4    | Kazuki Yoshinaga | Giappone    | 1'24"649 |      |

Quarto di finale 3
| Pos. | Atleta             | Nazione                      | Tempo    | Note |
| ---- | ------------------ | ---------------------------- | -------- | ---- |
| 1    | Semën Elistratov   | Atleti Olimpici dalla Russia | 1'23"893 | Q    |
| 2    | Ryosuke Sakazume   | Giappone                     | 1'24"099 | Q    |
| 3    | John-Henry Krueger | Stati Uniti                  | 1'24"598 | ADV  |
| 4    | Farrell Treacy     | Gran Bretagna                | 1'25"080 |      |
| -    | Sjinkie Knegt      | Paesi Bassi                  | -        | PEN  |

Quarto di finale 4
| Pos. | Atleta             | Nazione  | Tempo    | Note |
| ---- | ------------------ | -------- | -------- | ---- |
| 1    | Shaolin Sándor Liu | Ungheria | 1'24"012 | Q    |
| 2    | Charles Hamelin    | Canada   | 1'24"015 | Q    |
| 3    | Roberto Puķītis    | Lettonia | 1'24"022 |      |
| 4    | Roberts Zvejnieks  | Lettonia | 1'24"306 |      |
| -    | Wu Dajing          | Cina     | -        | PEN  |

### Semifinali
Semifinale 1
| Pos. | Atleta             | Nazione                      | Tempo    | Note |
| ---- | ------------------ | ---------------------------- | -------- | ---- |
| 1    | Lim Hyo-jun        | Corea del Sud                | 1'26"463 | QA   |
| 2    | Shaolin Sándor Liu | Ungheria                     | 1'26"488 | QA   |
| 3    | Yuri Confortola    | Italia                       | 1'26"626 | QB   |
| 4    | Semën Elistratov   | Atleti Olimpici dalla Russia | 1'26"773 | QB   |

Semifinale 2
| Pos. | Atleta             | Nazione       | Tempo    | Note |
| ---- | ------------------ | ------------- | -------- | ---- |
| 1    | John-Henry Krueger | Stati Uniti   | 1'24"187 | QA   |
| 2    | Seo Yi-ra          | Corea del Sud | 1'24"252 | QA   |
| 3    | Ryosuke Sakazume   | Giappone      | 1'24"317 | QB   |
| 4    | Samuel Girard      | Canada        | 1'25"102 | ADVA |
| -    | Charles Hamelin    | Canada        | -        | PEN  |

### Finali
Finale A
| Pos.    | Atleta             | Nazione       | Tempo    | Note |
| ------- | ------------------ | ------------- | -------- | ---- |
| Oro     | Samuel Girard      | Canada        | 1'24"650 |      |
| Argento | John-Henry Krueger | Stati Uniti   | 1'24"864 |      |
| Bronzo  | Seo Yi-ra          | Corea del Sud | 1'31"619 |      |
| 4       | Lim Hyo-jun        | Corea del Sud | 1'33"312 |      |
| -       | Shaolin Sándor Liu | Ungheria      | -        | PEN  |

Finale B
| Pos. | Atleta           | Nazione                      | Tempo    | Note |
| ---- | ---------------- | ---------------------------- | -------- | ---- |
| 5    | Ryosuke Sakazume | Giappone                     | 1'27"522 |      |
| 6    | Semën Elistratov | Atleti Olimpici dalla Russia | 1'27"621 |      |
| 7    | Yuri Confortola  | Italia                       | 1'27"712 |      |